# Ваган, Джон Генри
Джон Генри Вон (1892—1965) — британский юрист и орнитолог, а также ботаник. Был генеральным прокурором Занзибара (в 1930-е годы) и Фиджи (в 1945—1949).

## Биография
Учился в Истборнском колледже. Затем изучал право в Колледже Корпус-Кристи в Кембридже.
Собрал коллекции растений Танзании, Фиджи, Занзибара и восточных провинций Танганьики.
В своём труде The Dual Jurisdiction in Zanzibar описал систему британского управления протекторатом, при которой суверенитет формально принадлежал султану Занзибара.
С 1925 года был женат на Тельме Грин.
В его честь назван вид птиц Zosterops vaughani.

## Публикации
- J. H. Vaughan. The Birds of Zanzibar and Pemba (англ.) // Ibis[англ.]. — Wiley-Blackwell, 1929. — October (vol. 71, no. 4). — P. 577—608. — doi:10.1111/j.1474-919X.1929.tb08776.x.
- John Henry Vaughan. The Dual Jurisdiction in Zanzibar. — South Africa: Government Printer, 1934.
- JH Vaughan. Supplement [1935-1938] to The laws of Zanzibar (англ.). — Zanzibar, 1937–1939.